# Armadilloniscus lindahli
Armadilloniscus lindahli là một loài chân đều trong họ Detonidae. Loài này được Richardson miêu tả khoa học năm 1905.